# Шувалов Іван Іванович
Іва́н Іва́нович Шува́лов (*1 листопада 1727 — †14 листопада 1797) — російський державний діяч, генерал-ад'ютант (1760), фаворит імператриці Єлизавети Петрівни, меценат, покровитель Михайла Ломоносова та засновник Московського університету й Петербурзької Академії мистецтв.

## Життєпис
Іван Шувалов народився 1 листопада 1727 у Москві, у небагатій дворянській родині, в 14 років втратив батька що служив у гвардії. Отримав домашню освіту, мав спільного вчителя з Суворовим А.В., згодом отримав звичку до самоосвіти, багато читав, захоплювався французькою літературою. Завдяки заступництву впливових двоюрідних братів Олександра та Петра Шувалових, учасників Палацового перевороту 1741 року, Іван Шувалов виявився при імператорському дворі. В 1742 почав придворну службу як паж. В 22 роки 1749 одержав звання камер-юнкера. Незабаром зробився фаворитом імператриці Єлизавети Петрівни.
У 1750-х Шувалов мав помітний вплив на внутрішню й зовнішню політику Росії, сприяв розвитку російської науки й мистецтва, робив заступництво вченим, письменникам і художникам. Разом з іншим він підтримував багато починань Михайла Ломоносова. Під його заступництвом в 1755 був заснований Московський університет і він став його першим куратором. А в 1757 була створена Академія мистецтв і Шувалов був її президентом до 1763.
Після вступу на престол Катерини II (1762) Шувалов виїхав з Росії. З 1763 по 1777 він перебував за кордоном (офіційно — у відпустці «через хворобу»), виконував ряд дипломатичних і інших доручень російського уряду. Попутно займався збиранням колекції творів мистецтва.
Бібліотека Шувалова зберігалась у родовому маєтку князів Голіциних «Петровському». Деякі книги з колекції Шувалова (452 томи) надійшли у 1920-1930 роках до Московського університету. Знаходяться у відділі рідкісних книг і рукописів Наукової бібліотеки МДУ. Це книги зі всесвітньої історії, історії Франції, Англії, Іспанії, історії Давнього Риму, воєнної історії; переважно французькі видання 1720-1750 років. Деякі книги позначені власницькими записами сподвижника Петра I дипломата Андрія Матвєєва.
Передав свою колекцію Академії мистецтв і Ермітажу. Повернувшись у Росію, у політичному житті активно не брав участь.

Шувалов помер 14 листопада 1797 в Санкт-Петербурзі.

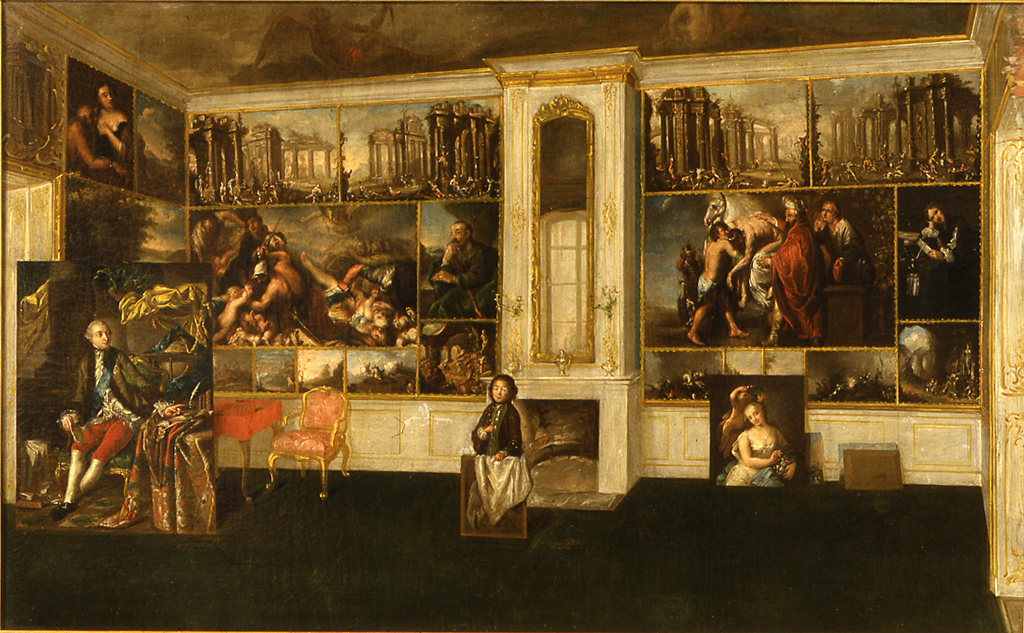
Кабінет Шувалова (1779) А. Зяблов
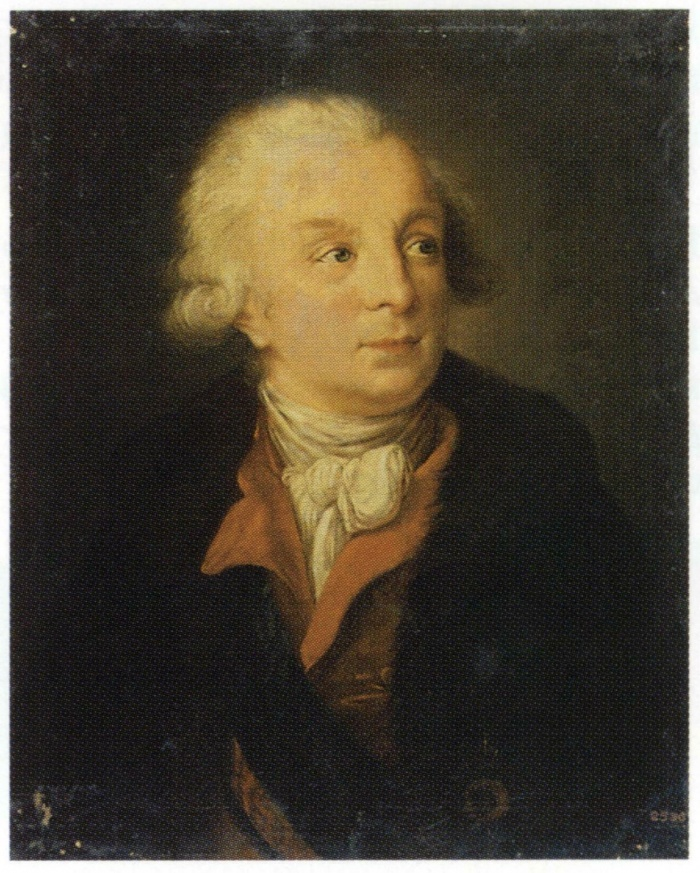
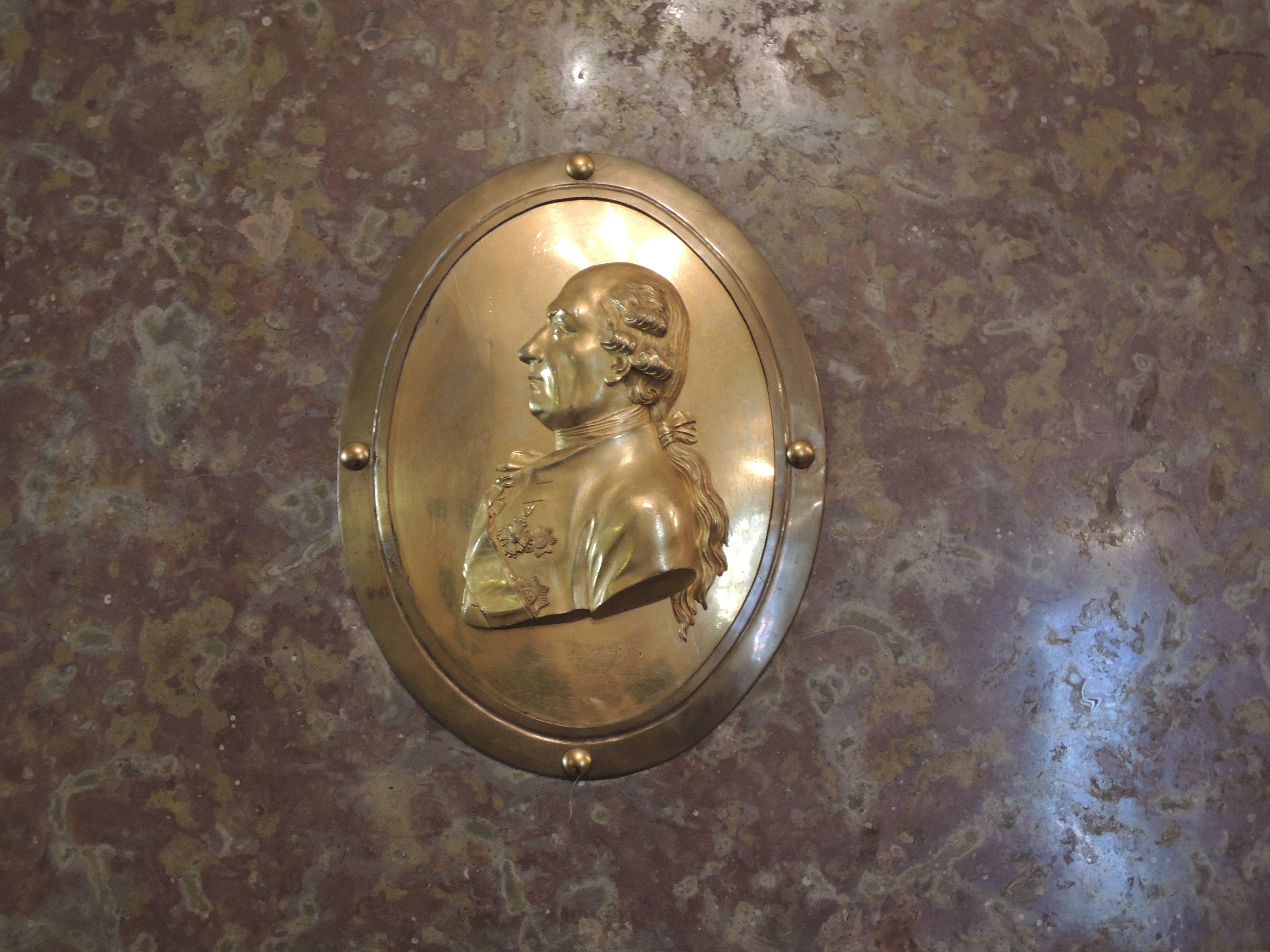
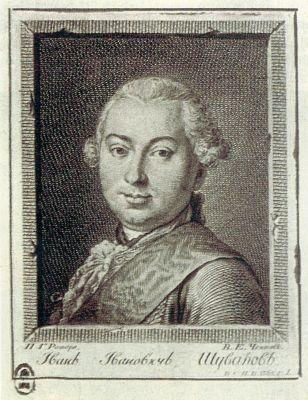